# Olaus-Petri-Denkmal

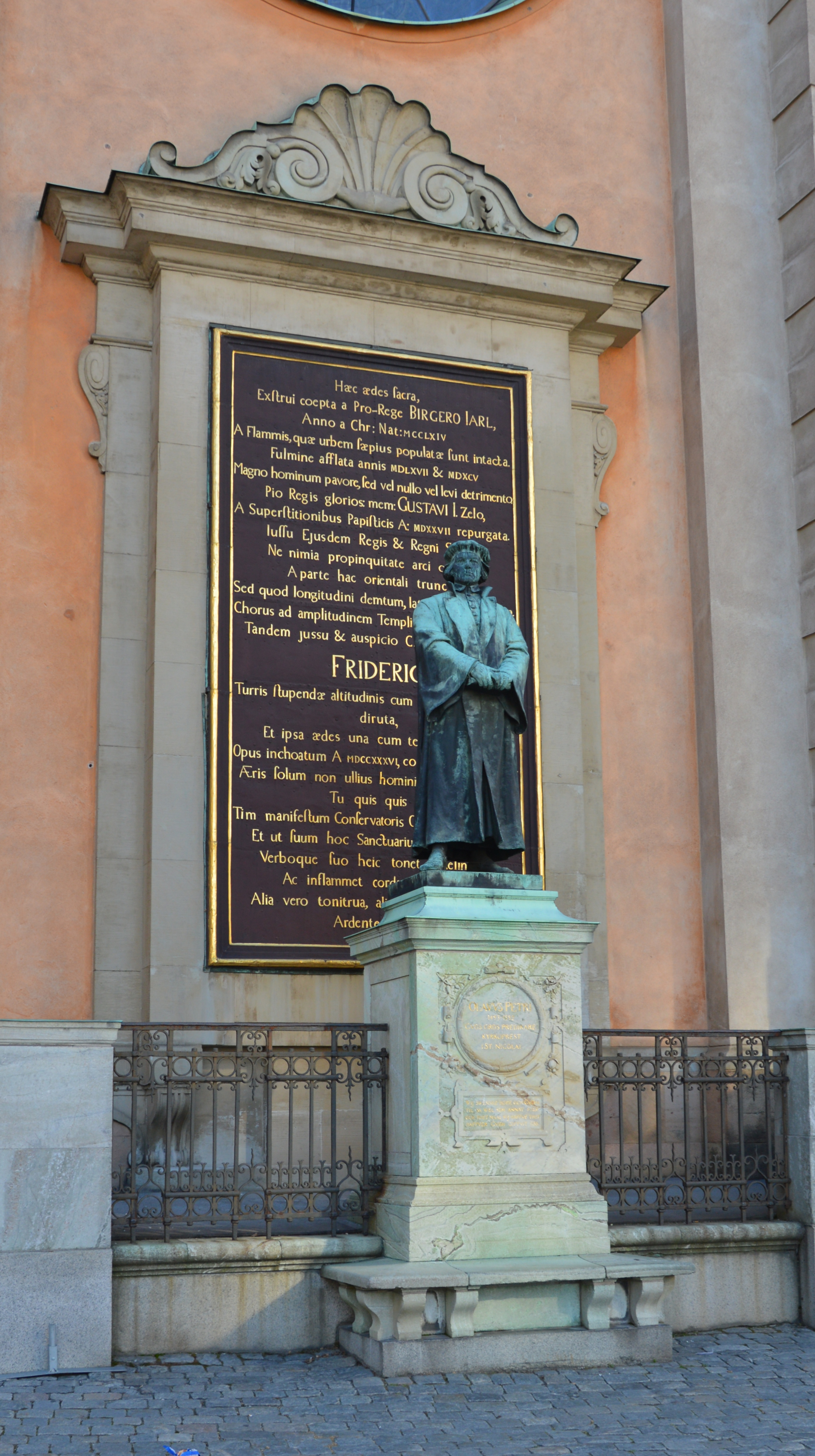
Olaus-Petri-Denkmal

Das Olaus-Petri-Denkmal ist ein Denkmal für den schwedischen Theologen und Reformator Olaus Petri.
Es befindet sich unmittelbar vor der Ostseite der Nikolaikirche am Westende des Slottsbacken in der Stockholmer Altstadt Gamla stan. Das Denkmal besteht aus einer auf einem hohen Sockel stehenden Bronzeskulptur Petris. Es wurde im Jahr 1898 vom Bildhauer Theodor Lundberg geschaffen und am heutigen Standort aufgestellt.